# Mochila arhuaca

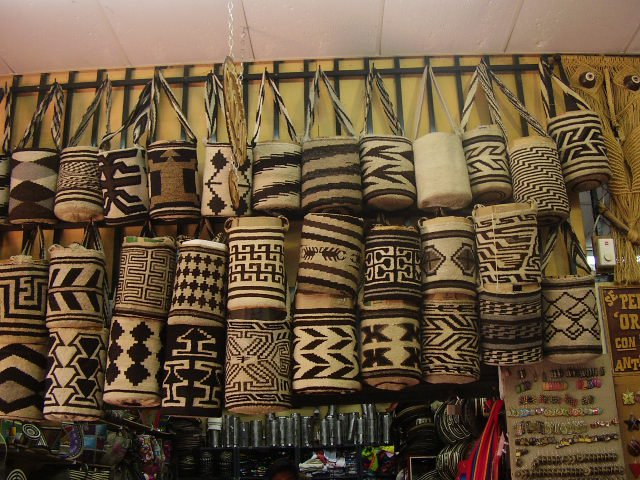
Mochila arhuaca, una de las artesanías más importantes de Colombia.

La mochila arhuaca o tutu iku en ika es una prenda de la indumentaria de la etnia arhuaca y una de las artesanías más importantes de Colombia.
Es un tejido de lana de oveja, algodón, fique o lana industrial, elaborado por las gwati (mujeres de la etnia) desde niñas.

## Características

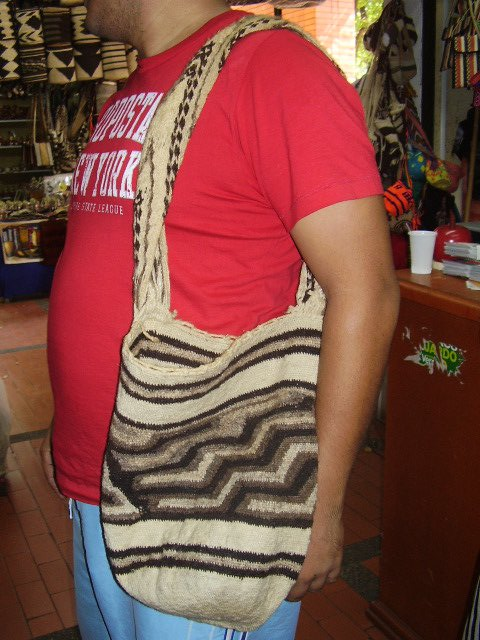
Mochila arhuaca.

Los materiales con que se tejen las mochilas arhuacas son de colores tierra, gama de marrones, beige, escala de grises y negro. Originalmente se elaboraban con fibras naturales nativas como el fique  y el algodón (este último reservado a las mochilas de los mamos, las cuales no se pueden comercializar). Con la venida de los españoles, se introdujo la lana de oveja y actualmente se usa también la fibra industrial conocida como madeja.
Las mochilas generalmente llevan dibujos o representaciones indígenas de animales y otros objetos de la cosmogonía, la cosmovisión y la cotidianeidad arhuacas. Cada diseño identifica a las familias; algunos de los más importantes son el gamako (la rana), símbolo de la fertilidad para las etnias indígenas de la Sierra Nevada de Santa Marta, el zikamu (el ciempiés), el aku (la serpiente cascabel), que simboliza el tiempo y el espacio, el peynu (la peinilla, peine), kutía (las costillas), kaku serankua (el padre creador de la Sierra), makuru (el gallinazo), gwirkunu (los cerros y lagunas), urumu (el caracol), sariwuwu (los meses del embarazo), kunsamunu a'mia (el pensamiento de la mujer), kunsamunu cheyrua (el pensamiento del hombre), kanzachu (la hoja de árbol), chinuzatu (las cuatro esquinas del mundo), kambiru (la cola de alacrán o garabato), phundwas (los picos nevados de la Sierra) y garwa (el padre de los caminos).

## Uso
Los hombres usan tres mochilas: una llamada chige kwanu, para guardar pertenencias personales; otra denominada zizhu, para llevar hojas de coca; y la tercera para guardar alimentos o elementos de viaje. También se usa una cuarta llamada buro masi, para guardar el poporo. Las mujeres llevan en las frentes la tutu gawu, hecha de fique. La tutu chakeai y la kau jina (blanca, de algodón, sin dibujos) son las mochilas del marunsama o mamu, el sabio espiritual arhuaco.

## Popularización y símbolo cultural de Colombia
Desde la década de 1960 es una prenda que salió del ámbito geográfico arhuaco, penetró las grandes ciudades colombianas (especialmente Santa Marta y Valledupar y es usada sobre todo por la gente joven a manera de reivindicación de las culturas indígenas. Varias asociaciones de gwati tejedoras  de la Sierra han sido organizadas para la confección y posterior comercialización de la mochila, lo cual se lleva a cabo en resguardos indígenas, almacenes de artesanías y por Internet.
En 2006, la mochila arhuaca fue nominada como símbolo cultural de Colombia en el concurso organizado por la revista Semana con el apoyo de Caracol TV, el Ministerio de Cultura y Colombia es pasión.
En 2013, "Mochilas Arhuacas" se convirtió oficialmente en marca registrada y se inició el trámite para que la artesanía goce de denominación de origen.